# Богородский, Алексей Яковлевич
Алексе́й Я́ковлевич Богоро́дский (8 ноября 1870, Казань — 8 сентября 1943, Казань) — русский советский химик.

## Биография
Сын инспектора, впоследствии профессора Казанской духовной академии, Якова Алексеевича Богородского, родился 8 ноября 1870 года в Казани. Мать Алексея — Екатерина Михайловна Ястребова (20.08.1852 — 25.07.1876), дочь Михаила Ястребова, священника Вознесенской церкви. Среднее образование получил в Императорской Казанской 1-й гимназии, по окончании курса которой поступил на юридический факультет Императорского Казанского университета, но осенью 1890 года перешёл на естественное отделение физико-математического факультета. Выдержав в 1894 году испытание в физико-математической испытательной комиссии, с дипломом 1-й степени, с 1 января 1895 года по 1 января 1898 года состоял профессорским стипендиатом при кафедре химии.
В 1898 году, по прочтении пробных лекций: «Скорость химических реакции, как мера химического сродства» и «Периодичность свойств химических элементов», приобрёл звание приват-доцента. 28 декабря 1898 года определён на должность лаборанта при кафедре неорганической химии. Был командирован с 2 ноября 1897 до конца года в Москву для занятии термометрией и термохимией в лаборатории приват-доцента Лучинина при Императорском Московском университете. С 17 августа по 5 сентября 1898 года был командирован в Киев для участия в занятиях Х-го съезда русских естествоиспытателей и врачей. С 1 июня по 15 августа 1900 года был командирован за границу для ознакомления с современной постановкой химических лаборатории западной Европы. С 15 декабря 1901 года по 15 января 1902 года — в Санкт-Петербург для участия в трудах XI-го съезда русских естествоиспытателей и врачей.
По возвращении, по словам А. Я. Богородского, «они остро почувствовали, как казанская лаборатория „невыразимо бедна“ и существует на нищенскую штатную сумму». Учитель и ученик стали добиваться дополнительных ассигнований из средств университета и уже в 1902 г. приобрели термостат, баллоны для сжатых газов и т. д. В это время, с трудом собрав оборудование для исследований по электрохимии расплавленных солей, А. Я. Богородский начал работу над магистерской диссертацией, которую защитил в 1905 году. В 1912 году Советом Казанского университета А. Я. Богородский был избран профессором, а в 1919 году занял должность заведующего кафедрой неорганической химии. В последующие годы он занимался научно-преподавательской работой, как специалист-химик привлекался для изучения сырья по производству стекла, участвовал в пуске стекольных заводов Поволжья, состоял членом коллегии Казанского губсовнархоза. В течение ряда лет ученый был консультантом завода № 40 (ныне Казанское НПП им. Ленина), участвовал в работе Комитета по химизации при Госплане ТАССР. Его заслуги перед республикой были высоко отмечены: в 1940 году он стал заслуженным деятелем науки и техники ТАССР.
Скончался в Казани в 1943 году, похоронен на Арском кладбище, в семейном некрополе рядом с могилой матери и отца. Могилы находятся на II пешеходной аллее.

## Труды
- Исследование гидратных форм хлористого и бромистого лития / [Соч.] Студента А. Я. Богородского. — Казань : типо-лит. Имп. ун-та, 1893;
- Получение трехводных гидратов бромистого и хлористого лития и пятиводной двойной соли йодистого лития с йодистым свинцом / [Соч.] Студ. А. Богородского. — Казань : типо-лит. Имп. ун-та, 1894;
- К вопросу о криогидратах / [Соч.] А. Я. Богородского; Из Хим. лаб. Казан. ун-та Санкт-Петербург : тип. В. Демакова, [1896];
- К вопросу о гидратах хлористого магния : (Случай резкой аналогии свойств гидрата и свобод. воды) / [Соч.] А. Богородского. — Казань : типо-лит. Имп. ун-та, 1898;
- Материалы по электрохимии неорганических соединений в так называемом огненножидком состоянии : Ч. 1- / А. Богородский. — Казань : типо-лит. Имп. ун-та, 1905;
- Дмитрий Иванович Менделеев, как ученый : (Опыт характеристики) : Речь, произнес. на торжеств. заседании Техн. отд. Имп. Казан. экон. о-ва, посвящ. памяти Д. И. Менделеева 27 янв. 1911 г. / Прив.-доц. А. Богородский. — Казань : Лито-тип. И. Н. Харитонова, 1911;
- О некоторых электрохимических свойствах растворов / А. Богородский. — Казань : Типо-лит. Имп. ун-та, 1915;
- Термохимическое значение коэффициента «i» (PV = iRT) / Проф. А. Богородский. — Казань : Типо-лит. Имп. ун-та, 1915.

## Известные адреса
- Казань, улица Лесгафта, дом 11, кв. 11[2].